# Xã Brecknock, Quận Lancaster, Pennsylvania
Xã Brecknock (tiếng Anh: Brecknock Township) là một xã thuộc quận Lancaster, tiểu bang Pennsylvania, Hoa Kỳ. Năm 2010, dân số của xã này là 7.199 người.